# Diversification économique
Le Harvard Growth Lab, un laboratoire de recherche de l'université Harvard aux États-Unis, a établi un classement de complexité économique (ou diversité économique, ou encore diversification économique), appelé l'Economic Complexity Index, remis à jour chaque année. Ce classement constitue un évaluation comparative, entre pays, de la diversité de leurs secteurs économiques. Plus une économie présente de secteurs d'activité, plus elle sera qualifiée de diversifiée et donc résiliente. À l'inverse, plus les secteurs économiques d'un pays sont réduits, plus ils se révèlent vulnérables, et mettent en danger la stabilité du pays.

## Classement 2019
| Classement | Pays               | Score[pas clair] |
| ---------- | ------------------ | ---------------- |
| 1          | Japon              | 2.43             |
| 2          | Suisse             | 2.17             |
| 3          | Corée du Sud       | 2.11             |
| 4          | Allemagne          | 2.09             |
| 5          | Singapour          | 1.85             |
| 6          | Autriche           | 1.81             |
| 7          | République Tchèque | 1.80             |
| 8          | Suède              | 1.70             |
| 9          | Hongrie            | 1.66             |
| 10         | Slovénie           | 1.62             |
| 11         | Etats-Unis         | 1.55             |
| 12         | Finlande           | 1.55             |
| 13         | Royaume-Uni        | 1.51             |
| 14         | Italie             | 1.44             |
| 15         | Slovaquie          | 1.41             |
| 16         | France             | 1.37             |
| 17         | Irlande            | 1.36             |
| 18         | Chine              | 1.34             |
| 19         | Mexique            | 1.29             |
| 20         | Israel             | 1.20             |
| 21         | Belgium            | 1.18             |
| 22         | Thaïlande          | 1.17             |
| 23         | Pologne            | 1.10             |
| 24         | Danemark           | 1.09             |
| 25         | Roumanie           | 1.09             |

## Méthodologie
L'étude du nombre de secteurs économiques dans une économie nationale permet de déterminer la diversité de son économie, en comparaison de la diversité économique des autres économies nationales. Dans l'étude, seuls 133 pays sont pris en compte, soit tous les pays pour lesquels les données sont suffisantes pour être exploitées.

## Résultats
Depuis de nombreuses années le Japon truste le classement,, indiquant ainsi que l'économie du Japon est composée du plus grand nombre de secteurs économiques au monde. À l'inverse, le tableau se termine avec le Nigeria, qui est jugé comme ayant une des économies les plus dépendantes au monde.

## Enjeux de la diversification économique
Plus l'économie est diversifiée, plus elle est forte, moins elle est dépendante d'un produit ou secteur, moins elle subit les chocs de l'économie mondiale, plus elle gagne en stabilité,. C'est notamment un grand enjeu pour le continent africain. Moins l'économie est diversifiée, plus elle est un facteur de vulnérabilité face aux fluctuations mondiales. Il en est ainsi du Moyen-Orient par exemple, où l'économie est très concentrée sur l'exploitation des hydrocarbures. Les pays concernés essayent donc, aussi vite que possible, de s'ouvrir à d'autres secteurs économiques. Les pays à l'économie la moins diversifiée sont le plus souvent les pays les moins avancés.